# Deadwood (Dakota del Sud)
Deadwood és una població dels Estats Units a l'estat de Dakota del Sud. Segons el cens del 2000 tenia 2.071 habitants.

## Demografia
Segons el cens del 2000, Deadwood tenia 1.380 habitants, 669 habitatges, i 341 famílies. La densitat de població era de 141 habitants per km².
Dels 669 habitatges en un 20,5% hi vivien nens de menys de 18 anys, en un 37,7% hi vivien parelles casades, en un 10,9% dones solteres, i en un 48,9% no eren unitats familiars. En el 40,1% dels habitatges hi vivien persones soles el 14,6% de les quals corresponia a persones de 65 anys o més que vivien soles. El nombre mitjà de persones vivint en cada habitatge era de 2,01 i el nombre mitjà de persones que vivien en cada família era de 2,71.
Per edats la població es repartia de la següent manera: un 19,3% tenia menys de 18 anys, un 8,7% entre 18 i 24, un 27,3% entre 25 i 44, un 27,8% de 45 a 60 i un 16,8% 65 anys o més.
L'edat mediana era de 42 anys. Per cada 100 dones de 18 o més anys hi havia 92,6 homes.
La renda mediana per habitatge era de 28.641 $ i la renda mediana per família de 37.132 $. Els homes tenien una renda mediana de 28.920 $ mentre que les dones 18.807 $. La renda per capita de la població era de 17.673 $. Entorn del 6,9% de les famílies i el 10,8% de la població estaven per davall del llindar de pobresa.

## Poblacions més properes
El següent diagrama mostra les poblacions més properes.